# اندرز (مجله)
اندرز نام یکی از مطبوعات استان فارس در دوران قاجاریه است.
این مجله از سال ۱۳۴۰ هـ. ق به وسیله محمدرضا خراسانی در شیراز به چاپ رسیده است.